# Мультиплекс (телевидение)
Мультиплекс (от англ. multiplex — смесь, смешанное; также мукс) — объединение в единый цифровой пакет телевизионных каналов при цифровом телевещании, смешиваемых (мультиплексируемых) перед передачей по транспортному каналу и разделяемых (демультиплексируемых) на конечной приёмной установке (абонентском ресивере или телевизоре с цифровым тюнером) с выделением одного или нескольких телеканалов.
Имеются две схожих, но, тем не менее, не идентичных интерпретации понятия мультиплекса в телевидении:
- В цифровом многоканальном телевидении — передача по одному и тому же транспортному каналу (частотной полосе) нескольких телевизионных каналов SD, HD или 3D, формируемых разными источниками сигнала (студиями и телекомпаниями), также в состав мультиплекса в таком понимании могут включаться радиовещательные каналы, субтитры, телетекст, телегид и другие услуги;
- в платном телевидении и технических трансляциях (feeds) — передача по одному тому же транспортному каналу разных «картинок» одного и того же события (например, спортивного состязания — автомобильных гонок: вид из кабины водителя, из-под капота, с других машин, с трибун, с вертолёта), это может быть одновременная передача, с временным перемежением, «картинка в картинке».

Терминология для телевизионного мультиплекса различается от стране к стране:
- Великобритания: англ. multiplex[1] (мультиплекс) — поток с фиксированной полосой, состоящий из англ. channels — индивидуальных каналов;
- США и Канада: англ. channel (канал) — транспортный поток, состоящий из англ. virtual sub-channels — виртуальных субканалов;
- Франция: фр. bouquet (букет) — набор потоков, каждый из которых представляет собой фр. chaîne — индивидуальный канал.